# John C. Kleczka
John Casimir Kleczka (* 6. Mai 1885 in Milwaukee, Wisconsin; † 21. April 1959 ebenda) war ein US-amerikanischer Politiker. Zwischen 1919 und 1923 vertrat er den Bundesstaat Wisconsin im US-Repräsentantenhaus.

## Werdegang
John Kleczka besuchte die öffentlichen Schulen seiner Heimat und danach bis 1905 die Marquette University in Milwaukee. Danach studierte er an der Catholic University of America in Washington, D.C. und an der University of Wisconsin–Madison. Nach einem Jurastudium und seiner im Jahr 1909 erfolgten Zulassung als Rechtsanwalt begann er in Milwaukee in seinem neuen Beruf zu arbeiten. Gleichzeitig schlug er als Mitglied der Republikanischen Partei eine politische Laufbahn ein. Zwischen 1909 und 1911 saß Kleczka im Senat von Wisconsin. Im Jahr 1912 war er Delegierter zur Republican National Convention in Chicago, auf der US-Präsident William Howard Taft für eine zweite Amtszeit nominiert wurde. Zwischen 1914 und 1918 arbeitete er am Bezirksgericht im Milwaukee County. Nach dem Ersten Weltkrieg wurde Kleczka auch Militärrichter in der Reserve der US Army.
Bei den Kongresswahlen des Jahres 1918 wurde er im vierten Wahlbezirk von Wisconsin in das US-Repräsentantenhaus in Washington gewählt, wo er am 4. März 1919 die Nachfolge von William J. Cary antrat. Nach einer Wiederwahl konnte er bis zum 3. März 1923 zwei Legislaturperioden im Kongress absolvieren. In dieser Zeit wurden dort der 18. und der 19. Verfassungszusatz verabschiedet. Dabei ging es um das Verbot des Handels mit alkoholischen Getränken und die bundesweite Einführung des Frauenwahlrechts. Im Jahr 1922 verzichtete Kleczka auf eine erneute Kandidatur für den Kongress. Von 1930 bis 1953 arbeitete er als Bezirksrichter. Von 1957 bis zu seinem Tod am 21. April 1959 in Milwaukee war er Schlichter (Conciliation Judge) und Gerichtsbeauftragter (Court Commissioner).